# Marius Copil
Marius Copil (17 oktober 1990) is een Roemeense tennisspeler. Hij heeft één ATP-toernooi gewonnen in het dubbelspel. Hij heeft drie challengers in het enkelspel en twee in het dubbelspel op zijn naam staan.

## Palmares
| Legenda                       | Legenda               |
| ----------------------------- | --------------------- |
| Grand Slam                    |                       |
| Olympische Spelen             |                       |
| tot 2009                      | vanaf 2009            |
| Tennis Masters Cup            | ATP Finals            |
| ATP Masters Series            | ATP Tour Masters 1000 |
| ATP International Series Gold | ATP Tour 500          |
| ATP International Series      | ATP Tour 250          |

### Palmares enkelspel
| Nr.                          | Datum            | Toernooi  | Ondergrond    | Tegenstander in finale | Score               | Details |
| ---------------------------- | ---------------- | --------- | ------------- | ---------------------- | ------------------- | ------- |
| Verloren finales             |                  |           |               |                        |                     |         |
| 1.                           | 11 februari 2018 | ATP Sofia | Hardcourt (i) | Mirza Bašić            | 6-7(4), 7-6(4), 4-6 | Details |
| 2.                           | 28 oktober 2018  | ATP Bazel | Hardcourt (i) | Roger Federer          | 6-7(5), 4-6         | Details |
| Gewonnen finales challengers |                  |           |               |                        |                     |         |
| 1.                           | 6 februari 2011  | Kazan     | Hardcourt (i) | Andreas Beck           | 6-4, 6-4            |         |
| 2.                           | 17 februari 2013 | Quimper   | Hardcourt (i) | Marc Gicquel           | 7-6(9), 6-4         |         |
| 3.                           | 30 oktober 2016  | Budapest  | Hardcourt (i) | Steve Darcis           | 6-4, 6-2            |         |

### Palmares dubbelspel
| Nr.                              | Datum             | Toernooi      | Ondergrond | Partner           | Tegenstanders in finale            | Score                | Details |
| -------------------------------- | ----------------- | ------------- | ---------- | ----------------- | ---------------------------------- | -------------------- | ------- |
| Gewonnen finales herendubbel     |                   |               |            |                   |                                    |                      |         |
| 1.                               | 26 april 2015     | ATP Boekarest | Gravel     | Adrian Ungur      | Nicholas Monroe Artem Sitak        | 3-6, 7-5, [17-15]    | Details |
| Gewonnen challengers herendubbel |                   |               |            |                   |                                    |                      |         |
| 1.                               | 9 september 2012  | Brasov        | Gravel     | Victor Crivoi     | Andrei Ciumac Oleksandr Nedovjesov | 6-7(8), 6-4, [14-12] |         |
| 2.                               | 25 september 2016 | Izmir         | Hardcourt  | Marco Chiudinelli | Sadio Doumbia Calvin Hemery        | 6-4, 6-4             |         |

## Resultaten grote toernooien
| Legenda | Legenda                          |
| ------- | -------------------------------- |
| g.t.    | geen toernooi gehouden           |
| l.c.    | lagere categorie                 |
| –       | niet deelgenomen                 |
| G       | uitgeschakeld in de groepsfase   |
| 1R      | uitgeschakeld in de eerste ronde |
| 2R      | uitgeschakeld in de tweede ronde |
| 3R      | uitgeschakeld in de derde ronde  |
| 4R      | uitgeschakeld in de vierde ronde |
| KF      | uitgeschakeld in de kwartfinale  |
| HF      | uitgeschakeld in de halve finale |
| F       | de finale verloren               |
| W       | het toernooi gewonnen            |
| w-v     | winst/verlies-balans             |

### Mannenenkelspel
| grandslamtoernooien  |      |      |      |     |      |      |      |      |   |
| Australian Open      | –    | –    | 2R   | –   | –    | 1R   | 2R   | –    | – |
| Roland Garros        | –    | –    | –    | –   | 1R   | 1R   | 1R   | –    | – |
| Wimbledon            | –    | –    | –    | 1R  | 1R   | 1R   | 1R   | g.t. | – |
| US Open              | –    | –    | –    | –   | 1R   | 1R   | 2R   | –    |   |
| ATP Masters 1000     |      |      |      |     |      |      |      |      |   |
| Indian Wells         | –    | –    | –    | –   | 1R   | 1R   | 1R   | g.t. |   |
| Miami                | 2R   | –    | –    | –   | –    | 1R   | 1R   | g.t. | – |
| Monte Carlo          | –    | –    | –    | –   | –    | –    | –    | g.t. | – |
| Madrid               | 1R   | 2R   | 1R   | –   | 2R   | 1R   | –    | g.t. | – |
| Rome                 | –    | –    | –    | –   | –    | –    | –    | –    | – |
| Montreal/Toronto     | –    | –    | –    | –   | –    | –    | –    | g.t. |   |
| Cincinnati           | –    | –    | –    | –   | –    | 2R   | –    | –    |   |
| Shanghai             | –    | –    | –    | –   | –    | –    | –    | g.t. |   |
| Parijs               | –    | –    | –    | –   | –    | –    | –    | –    |   |
| Olympische Spelen    |      |      |      |     |      |      |      |      |   |
| Olympische Spelen    | g.t. | g.t. | g.t. | –   | g.t. | g.t. | g.t. | g.t. |   |
| statistieken         |      |      |      |     |      |      |      |      |   |
| totaal aantal titels | 0    | 0    | 0    | 0   | 0    | 0    | 0    | 0    | 0 |
| eindejaarsranking    | 147  | 172  | 165  | 165 | 132  | 60   | 153  | 216  |   |

### Dubbelspel
| grandslamtoernooien  |      |      |      |      |    |
| Australian Open      | –    | 1R   | 1R   | –    | –  |
| Roland Garros        | –    | –    | 3R   | –    | –  |
| Wimbledon            | 1R   | 1R   | 1R   | g.t. | 1R |
| US Open              | –    | –    | 2R   | –    |    |
| Olympische Spelen    |      |      |      |      |    |
| Olympische Spelen    | g.t. | g.t. | g.t. | g.t. |    |
| statistieken         |      |      |      |      |    |
| totaal aantal titels | 0    | 0    | 0    | 0    | 0  |
| eindejaarsranking    | 730  | 544  | 228  | 217  |    |